# Quadrangle de Stanton
Le quadrangle de Stanton (littéralement :  quadrangle du cratère Stanton), aussi identifié par le code USGS V-38, est une région cartographique en quadrangle sur Vénus. Elle est définie par des latitudes comprises entre 0° et 25° S et des longitudes comprises entre 180° et 210° E,. Il tire son nom du cratère Stanton.

## Coronæ
- Kolias Corona
- Zemina Corona